# 尾崎士郎記念館 (西尾市)
尾崎士郎記念館（おざきしろうきねんかん）は、愛知県西尾市吉良町荻原大道通18-1にある尾崎士郎の文学館。西尾市立吉良図書館の隣接地にある。

## 歴史

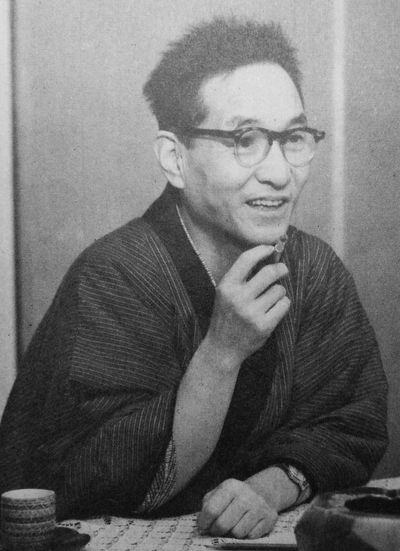
尾崎士郎

### 尾崎士郎記念室
尾崎士郎は1898年（明治31年）に愛知県幡豆郡横須賀村宮前（現・西尾市吉良町上横須賀宮前）に生まれた小説家であり、地元では「士郎さん」として親しまれている。1984年（昭和59年）に開館した吉良町立図書館には尾崎士郎記念室が設けられ、直筆原稿・蔵書・取材ノート・万年筆など約1,000点が展示されていた。

### 記念館の開館
吉良町民や早稲田大学卒業生などからの要望を受け、吉良町は独立した記念館を建設することを計画。2002年（平成14年）9月に図書館西側で着工し、12月7日に完工式を行い、12月14日に尾崎士郎記念館が開館した。
開館時には尾崎の妻と長男から遺品や蔵書の寄贈を受けており、中には洋画家の中川一政が描いた『人生劇場 青春編』の挿絵などもあった。鉄骨造平屋建であり、延床面積は110平方メートル。民家風の外観である。

## 展示
遺族などから寄贈された約4,000点を展示しており、1933年（昭和8年）から旧都新聞に連載された『人生劇場 青春篇』の挿絵の原画、尾崎の直筆原稿、書簡、著書、学校資料、『人生劇場』の映画資料、芝居などの台本、扁額、愛用品などがある。
2002年（平成14年）の尾崎士郎記念館開館時には吉良町立図書館から蔵書などが移管されたが、記念館見学者などからの著書の貸出の要望が根強く、2007年（平成19年）には図書館内に尾崎士郎特設コーナーが設置された。初の本格長編『逃避行』（1921年）、『尾崎士郎選集』（1941年）、『雷電』（1955年-1956年）など約80冊が設置され、その大半は絶版となっている書籍である。

## ギャラリー

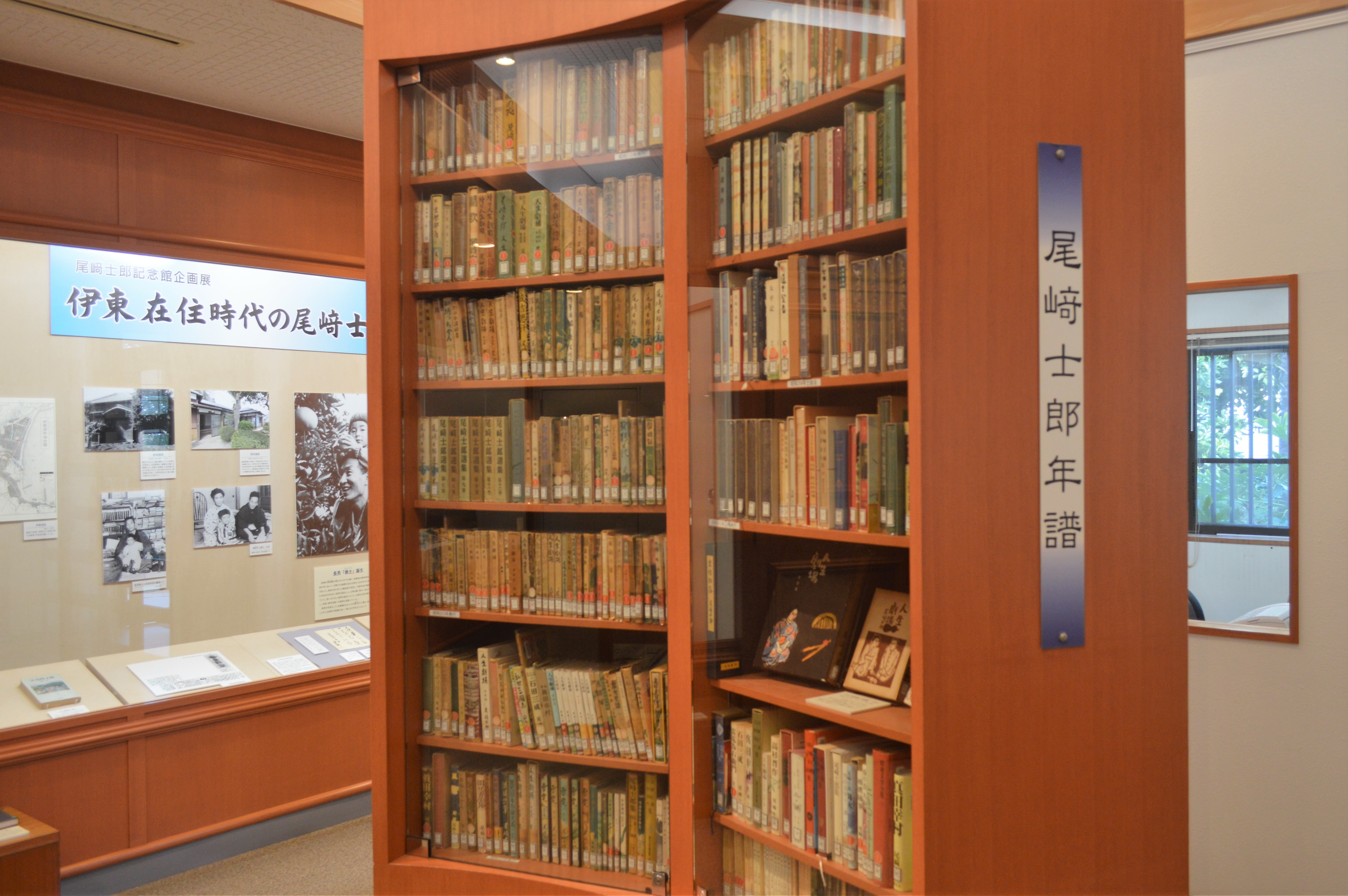
展示
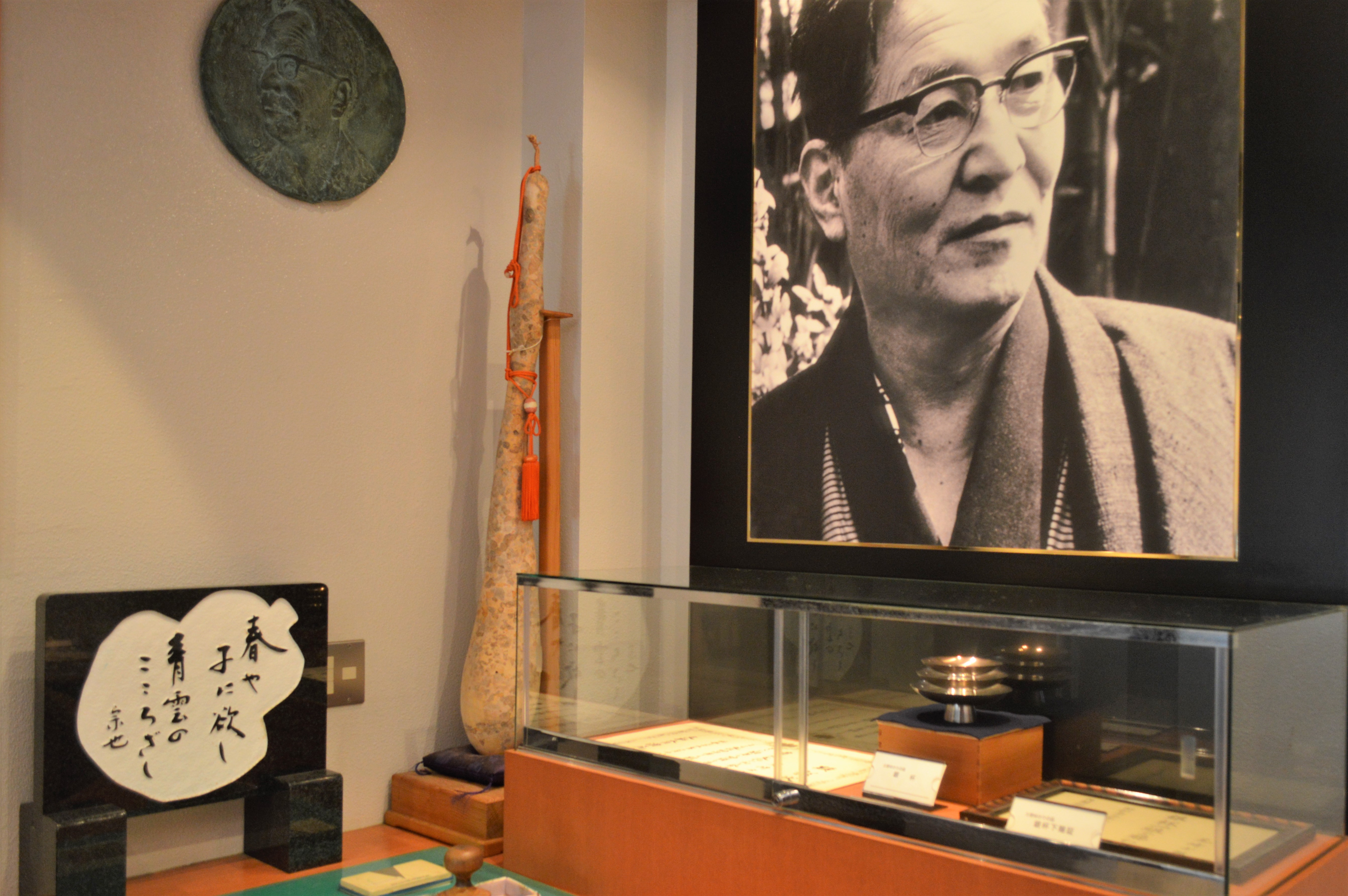
展示
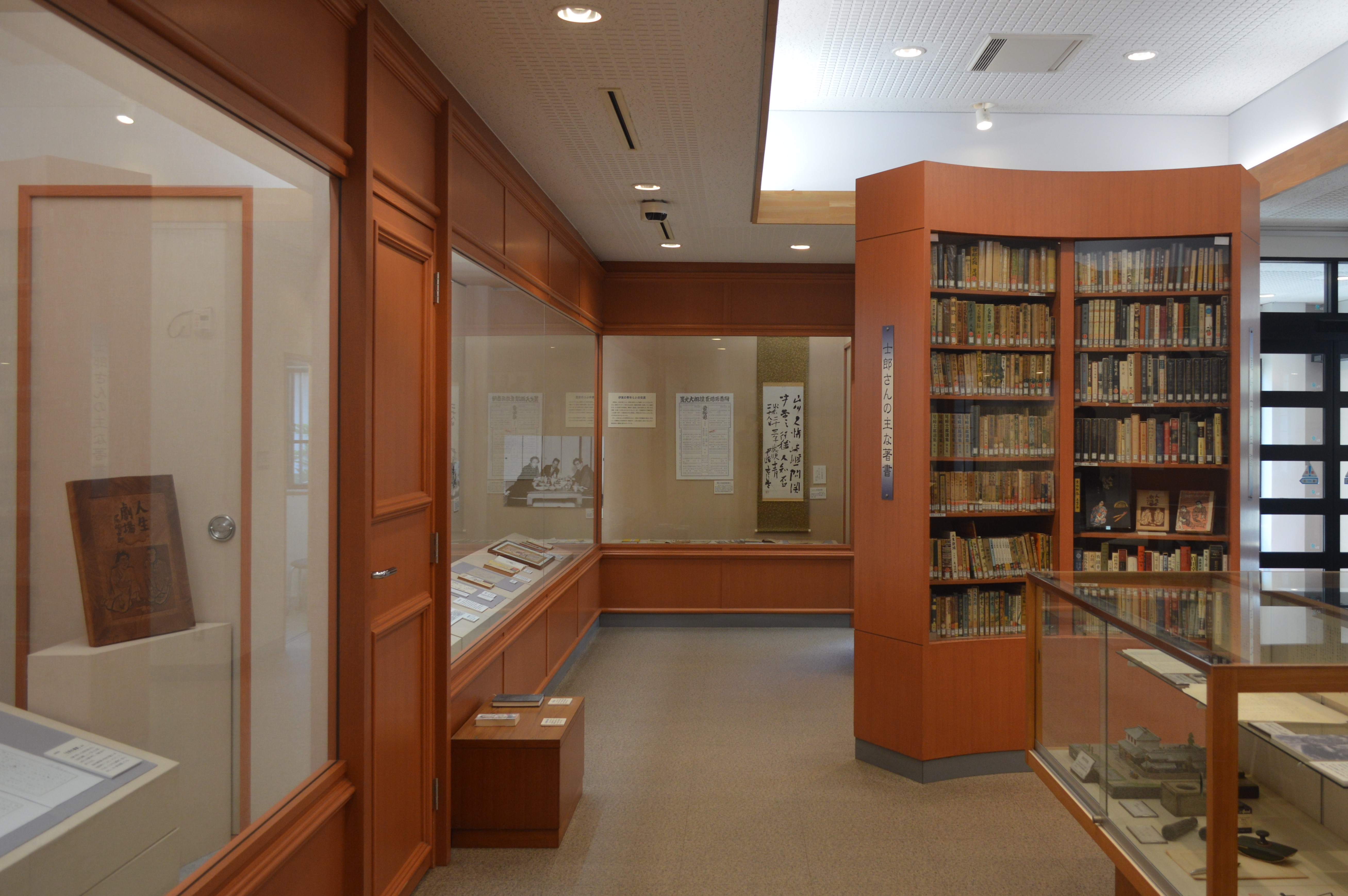
展示
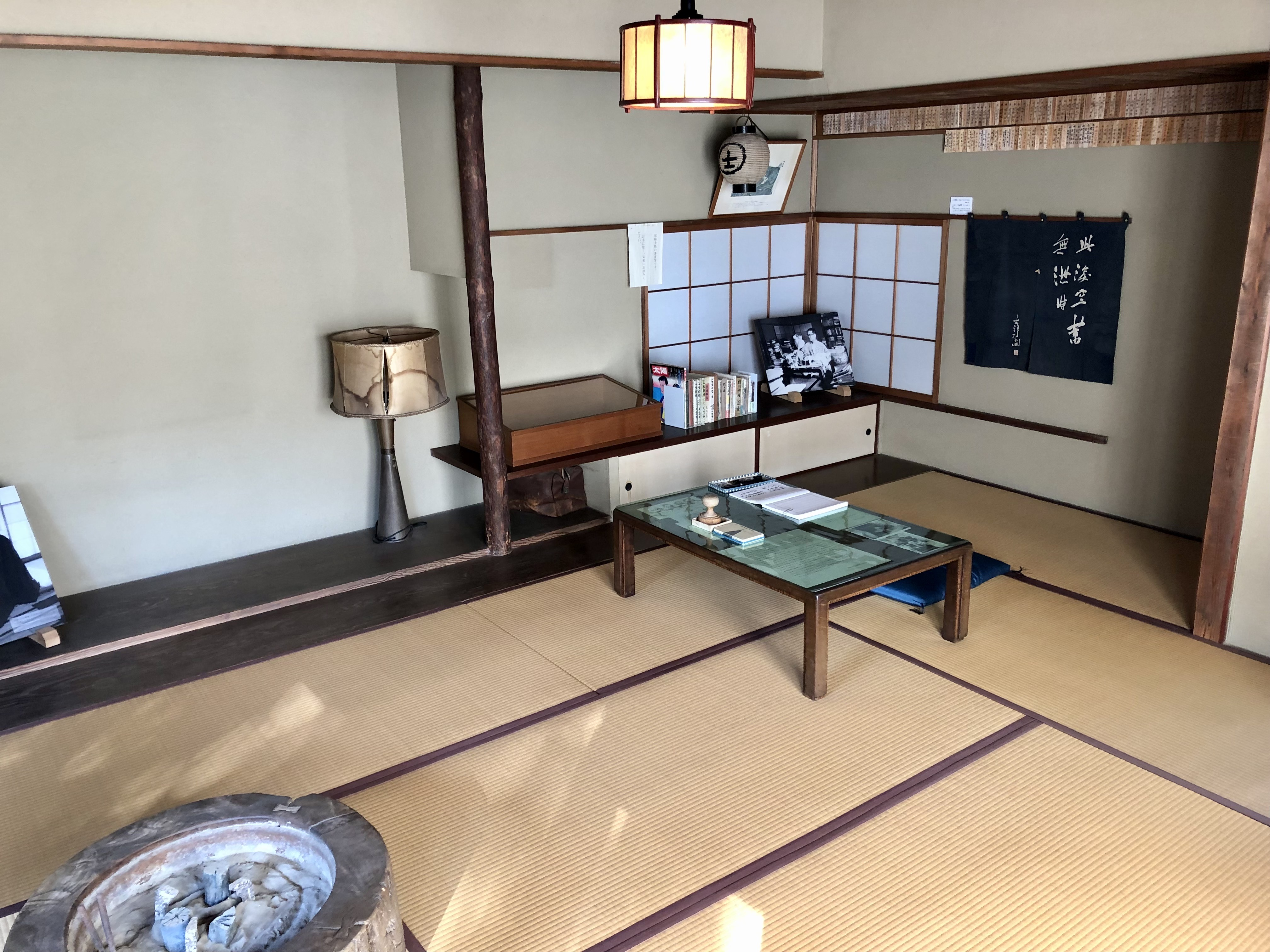
東京都大田区の自宅から移築された書斎
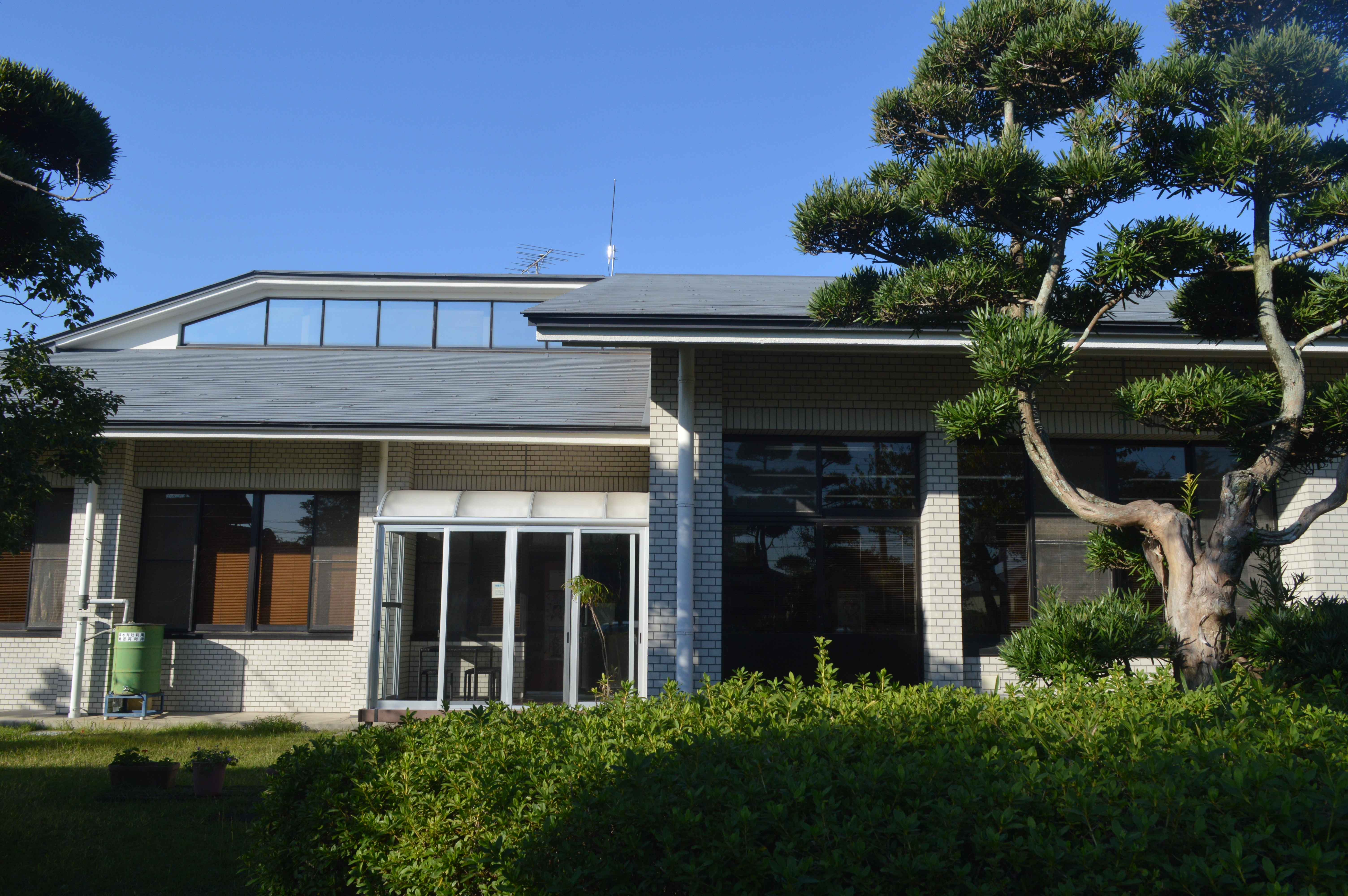
隣接地にある西尾市立吉良図書館